# Oskar
 For alternative betydninger, se Oscar (flertydig). (Se også artikler, som begynder med Oscar)
Oskar er en dansk film fra 1962, instrueret af Gabriel Axel efter manuskript af Bob Ramsing og efter skuespil af Claude Magnier.

## Medvirkende
- Ove Sprogøe som Direktør Bernhard Bang
- Dirch Passer som Martin, Bernhards højre hånd
- Birgitte Reimer som Mona Bang
- Lone Hertz som Vibeke Bang
- Ebbe Langberg som Oskar, chauffør
- Judy Gringer som Tina, stuepige
- Axel Strøbye som Egon Larsen, massør
- Ghita Nørby som Eva Hansen
- Vera Gebuhr som Evas mor
- William Bewer som Chauffør af russisk oprindelse